# داود مساعد الصالح
داود مساعد الصالح ( - 18 أغسطس 2020) كان محافظاً لمحافظة العاصمة في الكويت بدرجة وزير، ومالكا ورئيسا لتحرير جريدة أخبار الأسبوع، والوطن الأسبوعية التي حوّلها إلى يومية.

## مهنيًا
كان داود مساعد الصالح عضوًا في المجلس البلدي عام 1984 ثم رئيسا لبلدية الكويت. كما عين محافظا لمحافظة حولي عام 1991 ومحافظا لمحافظة العاصمة بدرجة وزير منذ عام 1999 حتى 2006.